# Thủ tướng Sri Lanka
Thủ tướng Cộng hòa Xã hội chủ nghĩa Dân chủ Sri Lanka (tiếng Sinhala: ශ්‍රී ලංකා අග්‍රාමාත්‍ය; tiếng Tamil: இலங்கைபிரதமர்) là người đứng đầu chính phủ của Sri Lanka. Đây là vị trí có quyền lực thứ hai trong cơ quan hành pháp sau chức vụ Tổng thống, là người lãnh đạo chính phủ theo Hiến pháp. Nhìn chung, Nội các chịu trách nhiệm trước Quốc hội về các chính sách và chương trình hành động. 
Thủ tướng đương nhiệm là Harini Amarasuriya, nhậm chức vào ngày 24 tháng 9 năm 2024.

## Bổ nhiệm
Khoản 3, điều 43, chương VIII của Hiến pháp Sri Lanka viết:
"The President shall appoint as Prime Minister the Member of Parliament who in his opinion is most likely to command the confidence of Parliament."
Tạm dịch:
"Tổng thống sẽ bổ nhiệm Thủ tướng trong số các nghị sĩ Quốc hội, người mà ông cho rằng "có khả năng giành được sự tín nhiệm của Quốc hội".

## Quyền hạn và vai trò
Hiến pháp Soulbury vào năm 1947 thiết lập chức vụ Thủ tướng như là người đứng đầu chính phủ trong hệ thống Westminster. Năm 1978, theo sửa đổi thứ hai của Hiến pháp Cộng hòa năm 1972, nhiều quyền hạn của Thủ tướng được chuyển cho chức vụ Tổng thống, chuyển đổi từ thể chế thể chế đại nghị sang thể chế bán tổng thống. Nó dẫn đến việc Thủ tướng từ lãnh đạo Chính phủ trở thành thành viên cấp cao nhất trong nội các bộ trưởng, đồng thời là người kế nhiệm Tổng thống. Thủ tướng trên thực tế sẽ là Phó Tổng thống nếu cả hai đều thuộc cùng một đảng chính trị. Trong một số trường hợp nhất định, khi tổng thống không thuộc đảng đa số trong Quốc hội hoặc Chính phủ đoàn kết Quốc gia được thành lập, Thủ tướng sẽ được bổ nhiệm từ một đảng khác với Tổng thống, và Thủ tướng sẽ đóng vai trò lãnh đạo chính phủ trên thực tế. Vào năm 2015, Tu chính án 19 đã khôi phục một số quyền hạn nhất định cho Thủ tướng.
Thủ tướng đứng thứ hai theo thứ tự ưu tiên sau Tổng thống và người đứng đầu nội các bộ trưởng. Thủ tướng cũng là thành viên của Hội đồng Hiến pháp, Hội đồng An ninh Quốc gia và thành viên cao cấp nhất của nội các bộ trưởng.

### Người đứng đầu nội các bộ trưởng
Với tư cách là người đứng đầu nội các bộ trưởng, Thủ tướng có các quyền:
a/ Xác định số lượng các Bộ trưởng Nội các và các Bộ và phân công các đối tượng.
b/ Xác định số lượng các bộ trưởng không thuộc nội các và các bộ và phân công các đối tượng.
Khoản 1, điều 44, chương VIII, Hiến pháp Cộng hòa Xã hội chủ nghĩa Dân chủ Sri Lanka.

### Cố vấn chính cho tổng thống
Theo Hiến pháp, Thủ tướng nắm quyền chính thức để tư vấn cho Tổng thống về:
- Bổ nhiệm, miễn nhiệm hoặc chấp nhận việc từ chức của các bộ trưởng nội các và các bộ trưởng không thuộc nội các.
- Thay đổi đối tượng được giao cho các bộ trưởng nội các.

### Kế vị tổng thống
Theo Hiến pháp, nếu chức vụ Tổng thống bị bỏ trống, Thủ tướng sẽ trở thành quyền Tổng thống khi chức vụ này bị bỏ trống cho đến khi có Tổng thống mới. Nếu chức vụ Thủ tướng cũng bị bỏ trống hoặc Thủ tướng không thể tạm quyền, Chủ tịch Quốc hội sẽ thay thế chức vụ Tổng thống.
Tổng thống có thể bổ nhiệm Thủ tướng thực hiện và giải quyết các quyền, nhiệm vụ, chức năng của Văn phòng Tổng thống trong thời gian vị này vắng mặt do sức khỏe hoặc rời bỏ đất nước.

## Lịch sử chức vụ
Chức vụ Thủ tướng được tạo ra vào năm 1947 khi Ceylon (Tích Lan) giành được quyền tự trị với sự hình thành của Liên minh Ceylon theo khuyến nghị của Ủy ban Soulbury theo Đạo luật Độc lập của Ceylon, năm 1947 và Lệnh của Ceylon (Hiến pháp và Độc lập) trong Hội đồng năm 1947, thay thế chức vụ Thư ký Hành pháp của Ceylon. D. S. Senanayake, lãnh đạo của Đảng Quốc gia Thống nhất mới thành lập trở thành Thủ tướng đầu tiên, tiếp tục giữ chức vụ Bộ trưởng Ngoại giao và Quốc phòng.
Năm 1972, khi Ceylon trở thành một nước cộng hòa và thay đổi quốc hiệu thì chức vụ này cũng được đổi thành Thủ tướng Sri Lanka. Chính phủ dựa trên hệ thống Westminster được thành lập với Thủ tướng là người đứng đầu chính phủ, và cũng là chức vụ chính trị quyền lực nhất của đất nước vào thời điểm đó. Điều này đã thay đổi với sự thay đổi hiến pháp vào năm 1978, khi chế độ tổng thống hành pháp được tạo ra, khiến Tổng thống vừa là Nguyên thủ quốc gia vừa là Người đứng đầu chính phủ.
Cho đến năm 1978, Thủ tướng đồng thời là bộ trưởng quốc phòng và đối ngoại. Thủ tướng được tổng thống bổ nhiệm làm thành viên nội các bộ trưởng. Trong trường hợp chức vụ của Tổng thống bị bỏ trống, Thủ tướng sẽ trở thành quyền tổng thống cho đến khi Quốc hội triệu tập để bầu người kế nhiệm hoặc các cuộc bầu cử mới sẽ được tổ chức để bầu ra tổng thống mới. Đây là trường hợp của H.E. Tổng thống Dingiri Banda Wijetunge. Lãnh đạo UNP Ranil Wickremesinghe đã sáu lần giữ chức thủ tướng, trong khi cựu lãnh đạo UNP Dudley Senanayake và cựu lãnh đạo Đảng Tự do Sri Lanka Sirimavo Bandaranaike từng được bổ nhiệm lần lượt bốn và ba lần vào vị trí này. Với việc thông qua Tu chính án 19 vào năm 2015, Thủ tướng được trao nhiều quyền hạn hơn khi bổ nhiệm các bộ trưởng và lãnh đạo nội các.

## Danh sách Thủ tướng Sri Lanka
| No. | No.                       | Chân dung              | Tên (Sinh–Mất) Đơn vị bầu cử                                                                      | Nhiệm kỳ Kỳ bầu cử Thời gian tại nhiệm | Nhiệm kỳ Kỳ bầu cử Thời gian tại nhiệm | Kiêm nhiệm chức vụ Bộ trưởng khác khi đương chức Thủ tướng                                                       | Đảng phái (Liên minh)                                            | Nội các                  | Nội các  | Tham khảo |
| --- | ------------------------- | ---------------------- | ------------------------------------------------------------------------------------------------- | -------------------------------------- | -------------------------------------- | --- | ---------------------------------------------------------------- | ------------------------ | -------- | --------- |
| | 1                         |                        | Don Stephen Senanayakeදොන් ස්ටීවන් සේනානායකடான் ஸ்டீபன் சேனாநாயக்க (1883–1952) Mirigama                            | 24 tháng 91947                         | 22 tháng 31952                         | Bộ trưởng Ngoại giao và Quốc phòng                                                                               | United National Party                                            | D. S. Senanayake         | 1st      | [ 4 ]     |
| 1947 | 1                         |                        | Don Stephen Senanayakeදොන් ස්ටීවන් සේනානායකடான் ஸ்டீபன் சேனாநாயக்க (1883–1952) Mirigama                            |                                        |                                        | Bộ trưởng Ngoại giao và Quốc phòng                                                                               | United National Party                                            | D. S. Senanayake         | 1st      | [ 4 ]     |
| 4 năm, 5 tháng và 27 ngày | 1                         |                        | Don Stephen Senanayakeදොන් ස්ටීවන් සේනානායකடான் ஸ்டீபன் சேனாநாயக்க (1883–1952) Mirigama                            |                                        |                                        | Bộ trưởng Ngoại giao và Quốc phòng                                                                               | United National Party                                            | D. S. Senanayake         | 1st      | [ 4 ]     |
| Thủ tướng đầu tiên của Ceylon. Đất nước giành độc lập từ Vương quốc Anh trong thời gian ông nắm quyền. | 1                         |                        | Don Stephen Senanayakeදොන් ස්ටීවන් සේනානායකடான் ஸ்டீபன் சேனாநாயக்க (1883–1952) Mirigama                            |                                        |                                        | |                                                                  |                          |          | [ 4 ]     |
| | 2                         |                        | Dudley Senanayakeඩඩ්ලි සේනානායකடட்லி சேனநாயக்கா (1911–1973) Dedigama                                         | 26 tháng 31952                         | 12 tháng 101953                        | Bộ trưởng Ngoại giao và Quốc phòngBộ trưởng Đất và Nông nghiệpBộ trưởng Y tế và Chính quyền Địa phương           | United National Party                                            | Dudley Senanayake I      | 1st2nd   | [ 4 ]     |
| 1952 | 2                         |                        | Dudley Senanayakeඩඩ්ලි සේනානායකடட்லி சேனநாயக்கா (1911–1973) Dedigama                                         |                                        |                                        | Bộ trưởng Ngoại giao và Quốc phòngBộ trưởng Đất và Nông nghiệpBộ trưởng Y tế và Chính quyền Địa phương           | United National Party                                            | Dudley Senanayake I      | 1st2nd   | [ 4 ]     |
| 1 năm, 6 tháng và 16 ngày | 2                         |                        | Dudley Senanayakeඩඩ්ලි සේනානායකடட்லி சேனநாயக்கா (1911–1973) Dedigama                                         |                                        |                                        | Bộ trưởng Ngoại giao và Quốc phòngBộ trưởng Đất và Nông nghiệpBộ trưởng Y tế và Chính quyền Địa phương           | United National Party                                            | Dudley Senanayake I      | 1st2nd   | [ 4 ]     |
| Được bổ nhiệm làm Thủ tướng sau cái chết của cha ông, D. S. Senanayake. Đảng của ông đã giành chiến thắng trong cuộc tổng tuyển cử được tổ chức vào tháng 6 năm 1952, và ông tiếp tục tại vị mà không cần bổ nhiệm lại. Dudley Senanayake từ chức năm 1953. | 2                         |                        | Dudley Senanayakeඩඩ්ලි සේනානායකடட்லி சேனநாயக்கா (1911–1973) Dedigama                                         |                                        |                                        | |                                                                  |                          |          | [ 4 ]     |
| | 3                         |                        | Sir John Kotelawala ශ්‍රිමත් ජෝන් කොතලාවල சேர் ஜோன் கொத்தலாவலை CH, KBE, KStJ, CLI(1897–1980)Dodangaslanda          | 12 tháng 101953                        | 12 tháng 41956                         | Bộ trưởng Ngoại giao và Quốc phòngBộ trưởng Giao thông và Lao động                                               | United National Party                                            | Kotelawala               | 2nd      | [ 4 ]     |
| — | 3                         |                        | Sir John Kotelawala ශ්‍රිමත් ජෝන් කොතලාවල சேர் ஜோன் கொத்தலாவலை CH, KBE, KStJ, CLI(1897–1980)Dodangaslanda          |                                        |                                        | Bộ trưởng Ngoại giao và Quốc phòngBộ trưởng Giao thông và Lao động                                               | United National Party                                            | Kotelawala               | 2nd      | [ 4 ]     |
| 2 năm và 6 tháng | 3                         |                        | Sir John Kotelawala ශ්‍රිමත් ජෝන් කොතලාවල சேர் ஜோன் கொத்தலாவலை CH, KBE, KStJ, CLI(1897–1980)Dodangaslanda          |                                        |                                        | Bộ trưởng Ngoại giao và Quốc phòngBộ trưởng Giao thông và Lao động                                               | United National Party                                            | Kotelawala               | 2nd      | [ 4 ]     |
| Sri Lanka gia nhập Liên Hợp Quốc dưới sự lãnh đạo của Kotelawala. | 3                         |                        | Sir John Kotelawala ශ්‍රිමත් ජෝන් කොතලාවල சேர் ஜோன் கொத்தலாவலை CH, KBE, KStJ, CLI(1897–1980)Dodangaslanda          |                                        |                                        | |                                                                  |                          |          | [ 4 ]     |
| | 4                         |                        | S.W.R.D. Bandaranaike සොලමන් වෙස්ට් රිජ්වේ ඩයස් බණ්ඩාරනායක சாலமன் வெஸ்ட் ரிட்ஜ்வே டயஸ் பண்டாரநாயக்கா (1899–1959) Attanagalla | 12 tháng 41956                         | 26 tháng 91959†                        | Bộ trưởng Ngoại giao và Quốc phòng                                                                               | Sri Lanka Freedom Party(Mahajana Eksath Peramuna)                | S. W. R. D. Bandaranaike | 3rd      | [ 4 ]     |
| 1956 | 4                         |                        | S.W.R.D. Bandaranaike සොලමන් වෙස්ට් රිජ්වේ ඩයස් බණ්ඩාරනායක சாலமன் வெஸ்ட் ரிட்ஜ்வே டயஸ் பண்டாரநாயக்கா (1899–1959) Attanagalla |                                        |                                        | Bộ trưởng Ngoại giao và Quốc phòng                                                                               | Sri Lanka Freedom Party(Mahajana Eksath Peramuna)                | S. W. R. D. Bandaranaike | 3rd      | [ 4 ]     |
| 3 năm, 5 tháng và 14 ngày | 4                         |                        | S.W.R.D. Bandaranaike සොලමන් වෙස්ට් රිජ්වේ ඩයස් බණ්ඩාරනායක சாலமன் வெஸ்ட் ரிட்ஜ்வே டயஸ் பண்டாரநாயக்கா (1899–1959) Attanagalla |                                        |                                        | Bộ trưởng Ngoại giao và Quốc phòng                                                                               | Sri Lanka Freedom Party(Mahajana Eksath Peramuna)                | S. W. R. D. Bandaranaike | 3rd      | [ 4 ]     |
| Bandaranaike đã thay đổi ngôn ngữ chính thức của đất nước từ tiếng Anh sang tiếng Sinhalese. Ông bị ám sát trước khi hết nhiệm kỳ. | 4                         |                        | S.W.R.D. Bandaranaike සොලමන් වෙස්ට් රිජ්වේ ඩයස් බණ්ඩාරනායක சாலமன் வெஸ்ட் ரிட்ஜ்வே டயஸ் பண்டாரநாயக்கா (1899–1959) Attanagalla |                                        |                                        | |                                                                  |                          |          | [ 4 ]     |
| | 5                         |                        | Wijeyananda Dahanayake විජයානන්ද දහනායක விஜயானந்த தகநாயக்கா (1902–1997) Galle                               | 26 tháng 91959                         | 20 tháng 31960                         | Bộ trưởng Ngoại giao và Quốc phòng                                                                               | Mahajana Eksath Peramuna                                         | Dahanayake               | 3rd      | [ 4 ]     |
| — | 5                         |                        | Wijeyananda Dahanayake විජයානන්ද දහනායක விஜயானந்த தகநாயக்கா (1902–1997) Galle                               |                                        |                                        | Bộ trưởng Ngoại giao và Quốc phòng                                                                               | Mahajana Eksath Peramuna                                         | Dahanayake               | 3rd      | [ 4 ]     |
| 5 tháng và 23 ngày | 5                         |                        | Wijeyananda Dahanayake විජයානන්ද දහනායක விஜயானந்த தகநாயக்கா (1902–1997) Galle                               |                                        |                                        | Bộ trưởng Ngoại giao và Quốc phòng                                                                               | Mahajana Eksath Peramuna                                         | Dahanayake               | 3rd      | [ 4 ]     |
| Dahanayake được bổ nhiệm sau vụ ám sát Bandaranaike. Tuy nhiên, sau những bất đồng với các thành viên trong chính phủ và đảng của mình, ông buộc phải giải tán quốc hội. | 5                         |                        | Wijeyananda Dahanayake විජයානන්ද දහනායක விஜயானந்த தகநாயக்கா (1902–1997) Galle                               |                                        |                                        | |                                                                  |                          |          | [ 4 ]     |
| | (2)                       |                        | Dudley Senanayake ඩඩ්ලි සේනානායක டட்லி சேனநாயக்கா (1911–1973) Dedigama                                       | 21 tháng 31960                         | 21 tháng 71960                         | Bộ trưởng Ngoại giao và Quốc phòng                                                                               | United National Party                                            | Dudley Senanayake II     | 4th      | [ 4 ]     |
| March 1960 | (2)                       |                        | Dudley Senanayake ඩඩ්ලි සේනානායක டட்லி சேனநாயக்கா (1911–1973) Dedigama                                       |                                        |                                        | Bộ trưởng Ngoại giao và Quốc phòng                                                                               | United National Party                                            | Dudley Senanayake II     | 4th      | [ 4 ]     |
| 4 tháng | (2)                       |                        | Dudley Senanayake ඩඩ්ලි සේනානායක டட்லி சேனநாயக்கா (1911–1973) Dedigama                                       |                                        |                                        | Bộ trưởng Ngoại giao và Quốc phòng                                                                               | United National Party                                            | Dudley Senanayake II     | 4th      | [ 4 ]     |
| Chính phủ của Senanayake đã bị đánh bại sau một tháng. Senanayake tiếp tục giữ chức thủ tướng cho đến ngày 21 tháng 7 năm 1960. | (2)                       |                        | Dudley Senanayake ඩඩ්ලි සේනානායක டட்லி சேனநாயக்கா (1911–1973) Dedigama                                       |                                        |                                        | |                                                                  |                          |          | [ 4 ]     |
| | 6                         |                        | Sirimavo Bandaranaike සිරිමාවො රත්වත්තේ ඩයස් බණ්ඩාරනායක சிறிமா ரத்வத்தே டயஸ் பண்டாரநாயக்கே (1916–2000)                   | 21 tháng 71960                         | 25 tháng 31965                         | Bộ trưởng Ngoại giao và Quốc phòng                                                                               | Sri Lanka Freedom Party                                          | Sirimavo Bandaranaike I  | 5th      | [ 4 ]     |
| July 1960 | 6                         |                        | Sirimavo Bandaranaike සිරිමාවො රත්වත්තේ ඩයස් බණ්ඩාරනායක சிறிமா ரத்வத்தே டயஸ் பண்டாரநாயக்கே (1916–2000)                   |                                        |                                        | Bộ trưởng Ngoại giao và Quốc phòng                                                                               | Sri Lanka Freedom Party                                          | Sirimavo Bandaranaike I  | 5th      | [ 4 ]     |
| 4 năm, 8 tháng và 4 ngày | 6                         |                        | Sirimavo Bandaranaike සිරිමාවො රත්වත්තේ ඩයස් බණ්ඩාරනායක சிறிமா ரத்வத்தே டயஸ் பண்டாரநாயக்கே (1916–2000)                   |                                        |                                        | Bộ trưởng Ngoại giao và Quốc phòng                                                                               | Sri Lanka Freedom Party                                          | Sirimavo Bandaranaike I  | 5th      | [ 4 ]     |
| Sirimavo Bandaranaike là nữ thủ tướng đầu tiên trên thế giới. Bà không phải là thành viên Quốc hội tại thời điểm được bổ nhiệm và được bổ nhiệm vào Thượng viện vào ngày 2 tháng 8 năm 1960. | 6                         |                        | Sirimavo Bandaranaike සිරිමාවො රත්වත්තේ ඩයස් බණ්ඩාරනායක சிறிமா ரத்வத்தே டயஸ் பண்டாரநாயக்கே (1916–2000)                   |                                        |                                        | |                                                                  |                          |          | [ 4 ]     |
| | (2)                       |                        | Dudley Senanayake ඩඩ්ලි සේනානායක டட்லி சேனநாயக்கா (1911–1973) Dedigama                                       | 25 tháng 31965                         | 29 tháng 51970                         | Bộ trưởng Ngoại giao và Quốc phòng                                                                               | United National Party                                            | Dudley Senanayake III    | 6th      | [ 4 ]     |
| 1965 | (2)                       |                        | Dudley Senanayake ඩඩ්ලි සේනානායක டட்லி சேனநாயக்கா (1911–1973) Dedigama                                       |                                        |                                        | Bộ trưởng Ngoại giao và Quốc phòng                                                                               | United National Party                                            | Dudley Senanayake III    | 6th      | [ 4 ]     |
| 5 năm, 2 tháng và 4 ngày | (2)                       |                        | Dudley Senanayake ඩඩ්ලි සේනානායක டட்லி சேனநாயக்கா (1911–1973) Dedigama                                       |                                        |                                        | Bộ trưởng Ngoại giao và Quốc phòng                                                                               | United National Party                                            | Dudley Senanayake III    | 6th      | [ 4 ]     |
| Senanayake được bầu làm thủ tướng lần thứ ba, khi đảng của ông thành lập chính phủ với sự giúp đỡ của sáu đảng khác, sau một cuộc bầu cử không đưa ra đa số rõ ràng cho bất kỳ đảng nào. Lĩnh vực nông nghiệp được ưu tiên cao trong nhiệm kỳ của ông. | (2)                       |                        | Dudley Senanayake ඩඩ්ලි සේනානායක டட்லி சேனநாயக்கா (1911–1973) Dedigama                                       |                                        |                                        | |                                                                  |                          |          | [ 4 ]     |
| | (6)                       |                        | Sirimavo Bandaranaikeසිරිමාවො රත්වත්තේ ඩයස් බණ්ඩාරනායකசிறிமா ரத்வத்தே டயஸ் பண்டாரநாயக்கே (1916–2000) Attanagalla         | 29 tháng 51970                         | 23 tháng 71977                         | Bộ trưởng Ngoại giao và Quốc phòngBộ trưởng Kế hoạch và Việc làm                                                 | Sri Lanka Freedom Party                                          | Sirimavo Bandaranaike II | 7th      | [ 4 ]     |
| 1970 | (6)                       |                        | Sirimavo Bandaranaikeසිරිමාවො රත්වත්තේ ඩයස් බණ්ඩාරනායකசிறிமா ரத்வத்தே டயஸ் பண்டாரநாயக்கே (1916–2000) Attanagalla         |                                        |                                        | Bộ trưởng Ngoại giao và Quốc phòngBộ trưởng Kế hoạch và Việc làm                                                 | Sri Lanka Freedom Party                                          | Sirimavo Bandaranaike II | 7th      | [ 4 ]     |
| 7 năm, 1 tháng và 24 ngày | (6)                       |                        | Sirimavo Bandaranaikeසිරිමාවො රත්වත්තේ ඩයස් බණ්ඩාරනායකசிறிமா ரத்வத்தே டயஸ் பண்டாரநாயக்கே (1916–2000) Attanagalla         |                                        |                                        | Bộ trưởng Ngoại giao và Quốc phòngBộ trưởng Kế hoạch và Việc làm                                                 | Sri Lanka Freedom Party                                          | Sirimavo Bandaranaike II | 7th      | [ 4 ]     |
| Sirimavo Bandaranaike tuyên bố đất nước là một nước cộng hòa, và tên của nó được đổi từ Ceylon thành Sri Lanka. Quốc hữu hóa nhiều công ty trong lĩnh vực trồng rừng và áp đặt các hạn chế đối với một số mặt hàng nhập khẩu. Điều này dẫn đến sự đi xuống của nền kinh tế đất nước, và bà đã bị đánh bại trong cuộc tổng tuyển cử năm 1977, với các cáo buộc tham nhũng, sau đó dẫn đến việc bà bị trục xuất khỏi Quốc hội. | (6)                       |                        | Sirimavo Bandaranaikeසිරිමාවො රත්වත්තේ ඩයස් බණ්ඩාරනායකசிறிமா ரத்வத்தே டயஸ் பண்டாரநாயக்கே (1916–2000) Attanagalla         |                                        |                                        | |                                                                  |                          |          | [ 4 ]     |
| | 7                         |                        | J.R. Jayewardene ජුනියස් රිචඩ් ජයවර්ධන ஜூனியஸ் ரிச்சட் ஜயவர்தனா (1906–1996) Colombo West                        | 23 tháng 71977                         | 4 tháng 21978                          | Bộ trưởng Quốc phòngBộ trưởng Bộ Kế hoạch & Kinh tế Bộ trưởng Thực hiện Kế hoạch                                 | United National Party                                            | Jayewardene              | 8th      | [ 4 ]     |
| 1977 | 7                         |                        | J.R. Jayewardene ජුනියස් රිචඩ් ජයවර්ධන ஜூனியஸ் ரிச்சட் ஜயவர்தனா (1906–1996) Colombo West                        |                                        |                                        | Bộ trưởng Quốc phòngBộ trưởng Bộ Kế hoạch & Kinh tế Bộ trưởng Thực hiện Kế hoạch                                 | United National Party                                            | Jayewardene              | 8th      | [ 4 ]     |
| 6 tháng và 12 ngày | 7                         |                        | J.R. Jayewardene ජුනියස් රිචඩ් ජයවර්ධන ஜூனியஸ் ரிச்சட் ஜயவர்தனா (1906–1996) Colombo West                        |                                        |                                        | Bộ trưởng Quốc phòngBộ trưởng Bộ Kế hoạch & Kinh tế Bộ trưởng Thực hiện Kế hoạch                                 | United National Party                                            | Jayewardene              | 8th      | [ 4 ]     |
| Giới thiệu chức vụ Tổng thống hành pháp vào năm 1978 và trở thành Tổng thống. | 7                         |                        | J.R. Jayewardene ජුනියස් රිචඩ් ජයවර්ධන ஜூனியஸ் ரிச்சட் ஜயவர்தனா (1906–1996) Colombo West                        |                                        |                                        | |                                                                  |                          |          | [ 4 ]     |
| | 8                         |                        | Ranasinghe Premadasa රණසිංහ ප්‍රේමදාස ரணசிங்க பிரேமதாசா (1924–1993) Colombo Central                            | 6 tháng 21978                          | 2 tháng 11989                          | Bộ trưởng Bộ Chính quyền địa phương, Nhà ở và Xây dựng                                                           | United National Party                                            | Jayewardene              | 8th      | [ 4 ]     |
| — | 8                         |                        | Ranasinghe Premadasa රණසිංහ ප්‍රේමදාස ரணசிங்க பிரேமதாசா (1924–1993) Colombo Central                            |                                        |                                        | Bộ trưởng Bộ Chính quyền địa phương, Nhà ở và Xây dựng                                                           | United National Party                                            | Jayewardene              | 8th      | [ 4 ]     |
| 10 năm, 10 tháng và 27 ngày | 8                         |                        | Ranasinghe Premadasa රණසිංහ ප්‍රේමදාස ரணசிங்க பிரேமதாசா (1924–1993) Colombo Central                            |                                        |                                        | Bộ trưởng Bộ Chính quyền địa phương, Nhà ở và Xây dựng                                                           | United National Party                                            | Jayewardene              | 8th      | [ 4 ]     |
| Là thủ tướng đầu tiên được bổ nhiệm sau những thay đổi hiến pháp năm 1978, với quyền hạn của vị trí bị giảm đáng kể. | 8                         |                        | Ranasinghe Premadasa රණසිංහ ප්‍රේමදාස ரணசிங்க பிரேமதாசா (1924–1993) Colombo Central                            |                                        |                                        | |                                                                  |                          |          | [ 4 ]     |
| | 9                         |                        | Dingiri Banda Wijetunga ඩිංගිරි බණ්ඩා විජේතුංග டிங்கிரி பண்ட விஜேதுங்க (1916–2008) Kandy                             | 6 tháng 31989                          | 7 tháng 51993                          | Bộ trưởng Tài chínhBộ trưởng Bộ Lao động và Đào tạo nghề                                                         | United National Party                                            | Premadasa                | 9th      | [ 4 ]     |
| 1989 | 9                         |                        | Dingiri Banda Wijetunga ඩිංගිරි බණ්ඩා විජේතුංග டிங்கிரி பண்ட விஜேதுங்க (1916–2008) Kandy                             |                                        |                                        | Bộ trưởng Tài chínhBộ trưởng Bộ Lao động và Đào tạo nghề                                                         | United National Party                                            | Premadasa                | 9th      | [ 4 ]     |
| 4 năm, 2 tháng và 1 ngày | 9                         |                        | Dingiri Banda Wijetunga ඩිංගිරි බණ්ඩා විජේතුංග டிங்கிரி பண்ட விஜேதுங்க (1916–2008) Kandy                             |                                        |                                        | Bộ trưởng Tài chínhBộ trưởng Bộ Lao động và Đào tạo nghề                                                         | United National Party                                            | Premadasa                | 9th      | [ 4 ]     |
| Được bổ nhiệm trong một động thái bất ngờ bởi Tổng thống Ranasinghe Premadasa. Bản thân Wijetunge cũng ngạc nhiên trước quyết định bổ nhiệm. Ông từ chức vào ngày 28 tháng 3 năm 1990 nhưng được bổ nhiệm lại hai ngày sau đó, vào ngày 30 tháng 3 năm 1990. | 9                         |                        | Dingiri Banda Wijetunga ඩිංගිරි බණ්ඩා විජේතුංග டிங்கிரி பண்ட விஜேதுங்க (1916–2008) Kandy                             |                                        |                                        | |                                                                  |                          |          | [ 4 ]     |
| | 10                        |                        | Ranil Wickremesingheරනිල් වික්‍රමසිංහரணில் விக்ரமசிங்க (1949–) Gampaha                                          | 7 tháng 51993                          | 19 tháng 81994                         | | United National Party                                            | Wijetunga                | 9th      | [ 4 ]     |
| — | 10                        |                        | Ranil Wickremesingheරනිල් වික්‍රමසිංහரணில் விக்ரமசிங்க (1949–) Gampaha                                          |                                        |                                        | | United National Party                                            | Wijetunga                | 9th      | [ 4 ]     |
| 1 năm, 3 tháng và 12 ngày | 10                        |                        | Ranil Wickremesingheරනිල් වික්‍රමසිංහரணில் விக்ரமசிங்க (1949–) Gampaha                                          |                                        |                                        | | United National Party                                            | Wijetunga                | 9th      | [ 4 ]     |
| Được bổ nhiệm làm thủ tướng khi Wijetunge được bổ nhiệm làm tổng thống Sri Lanka, sau vụ ám sát cựu tổng thống Ranasinghe Premadasa. | 10                        |                        | Ranil Wickremesingheරනිල් වික්‍රමසිංහரணில் விக்ரமசிங்க (1949–) Gampaha                                          |                                        |                                        | |                                                                  |                          |          | [ 4 ]     |
| | 11                        |                        | Chandrika Kumaratungaචන්ද්‍රිකා බණ්ඩාරනායක කුමාරතුංගசந்திரிகா பண்டாரநாயக்கே குமாரதுங்கா (1945–) Gampaha                      | 19 tháng 81994                         | 12 tháng 111994                        | | Sri Lanka Freedom Party(People's Alliance)                       | Wijetunga                | 10th     | [ 4 ]     |
| 1994 | 11                        |                        | Chandrika Kumaratungaචන්ද්‍රිකා බණ්ඩාරනායක කුමාරතුංගசந்திரிகா பண்டாரநாயக்கே குமாரதுங்கா (1945–) Gampaha                      |                                        |                                        | | Sri Lanka Freedom Party(People's Alliance)                       | Wijetunga                | 10th     | [ 4 ]     |
| 2 tháng và 24 ngày | 11                        |                        | Chandrika Kumaratungaචන්ද්‍රිකා බණ්ඩාරනායක කුමාරතුංගசந்திரிகா பண்டாரநாயக்கே குமாரதுங்கா (1945–) Gampaha                      |                                        |                                        | | Sri Lanka Freedom Party(People's Alliance)                       | Wijetunga                | 10th     | [ 4 ]     |
| Từng giữ chức thủ tướng Sri Lanka trong một thời gian ngắn, trước khi tham gia cuộc bầu cử tổng thống năm 1994 và được bầu làm tổng thống. | 11                        |                        | Chandrika Kumaratungaචන්ද්‍රිකා බණ්ඩාරනායක කුමාරතුංගசந்திரிகா பண்டாரநாயக்கே குமாரதுங்கா (1945–) Gampaha                      |                                        |                                        | |                                                                  |                          |          | [ 4 ]     |
| | (6)                       |                        | Sirimavo Bandaranaikeසිරිමාවො රත්වත්තේ ඩයස් බණ්ඩාරනායකசிறிமா ரத்வத்தே டயஸ் பண்டாரநாயக்கே (1916–2000) National List       | 14 November1994                        | 9 August2000                           | | Sri Lanka Freedom Party(People's Alliance)                       | Kumaratunga              | 10th     | [ 4 ]     |
| — | (6)                       |                        | Sirimavo Bandaranaikeසිරිමාවො රත්වත්තේ ඩයස් බණ්ඩාරනායකசிறிமா ரத்வத்தே டயஸ் பண்டாரநாயக்கே (1916–2000) National List       |                                        |                                        | | Sri Lanka Freedom Party(People's Alliance)                       | Kumaratunga              | 10th     | [ 4 ]     |
| 5 năm, 8 tháng và 26 ngày | (6)                       |                        | Sirimavo Bandaranaikeසිරිමාවො රත්වත්තේ ඩයස් බණ්ඩාරනායකசிறிமா ரத்வத்தே டயஸ் பண்டாரநாயக்கே (1916–2000) National List       |                                        |                                        | | Sri Lanka Freedom Party(People's Alliance)                       | Kumaratunga              | 10th     | [ 4 ]     |
| Sirimavo Bandaranaike được bổ nhiệm làm thủ tướng khi Chandrika Kumaratunga được bổ nhiệm làm tổng thống Sri Lanka. Bà từ chức vào năm 2000. | (6)                       |                        | Sirimavo Bandaranaikeසිරිමාවො රත්වත්තේ ඩයස් බණ්ඩාරනායකசிறிமா ரத்வத்தே டயஸ் பண்டாரநாயக்கே (1916–2000) National List       |                                        |                                        | |                                                                  |                          |          | [ 4 ]     |
| | 12                        |                        | Ratnasiri Wickremanayakeරත්නසිරි වික්‍රමනායකரத்னசிறி விக்கிரமநாயக்க (1933–2016) Kalutara                          | 10 tháng 82000                         | 7 tháng 122001                         | | Sri Lanka Freedom Party(People's Alliance)                       | Kumaratunga              | 10th11th | [ 4 ]     |
| 2000 | 12                        |                        | Ratnasiri Wickremanayakeරත්නසිරි වික්‍රමනායකரத்னசிறி விக்கிரமநாயக்க (1933–2016) Kalutara                          |                                        |                                        | | Sri Lanka Freedom Party(People's Alliance)                       | Kumaratunga              | 10th11th | [ 4 ]     |
| 1 năm, 3 tháng và 27 ngày | 12                        |                        | Ratnasiri Wickremanayakeරත්නසිරි වික්‍රමනායකரத்னசிறி விக்கிரமநாயக்க (1933–2016) Kalutara                          |                                        |                                        | | Sri Lanka Freedom Party(People's Alliance)                       | Kumaratunga              | 10th11th | [ 4 ]     |
| Wickremanayake đảm nhận chức vụ thủ tướng sau khi Sirimavo Bandaranaike từ chức. | 12                        |                        | Ratnasiri Wickremanayakeරත්නසිරි වික්‍රමනායකரத்னசிறி விக்கிரமநாயக்க (1933–2016) Kalutara                          |                                        |                                        | |                                                                  |                          |          |           |
| | (10)                      |                        | Ranil Wickremesingheරනිල් වික්‍රමසිංහரணில் விக்ரமசிங்க (1949–) Colombo                                          | 9 tháng 122001                         | 6 tháng 42004                          | | United National Party(United National Front)                     | Kumaratunga              | 12th     | [ 4 ]     |
| 2001 | (10)                      |                        | Ranil Wickremesingheරනිල් වික්‍රමසිංහரணில் விக்ரமசிங்க (1949–) Colombo                                          |                                        |                                        | | United National Party(United National Front)                     | Kumaratunga              | 12th     | [ 4 ]     |
| 2 năm, 3 tháng và 28 ngày | (10)                      |                        | Ranil Wickremesingheරනිල් වික්‍රමසිංහரணில் விக்ரமசிங்க (1949–) Colombo                                          |                                        |                                        | | United National Party(United National Front)                     | Kumaratunga              | 12th     | [ 4 ]     |
| Nhiệm kỳ của Wickremesinghe kết thúc sớm khi Tổng thống Chandrika Kumaratunga giải tán chính phủ của ông và kêu gọi tổng tuyển cử vào năm 2004. | (10)                      |                        | Ranil Wickremesingheරනිල් වික්‍රමසිංහரணில் விக்ரமசிங்க (1949–) Colombo                                          |                                        |                                        | |                                                                  |                          |          | [ 4 ]     |
| | 13                        |                        | Mahinda Rajapaksa මහින්ද රාජපක්ෂ மகிந்த ராசபக்ச (1945–) Hambantota                                        | 6 tháng 42004                          | 19 tháng 112005                        | Bộ trưởng Đường Cao tốc                                                                                          | Sri Lanka Freedom Party(United People's Freedom Alliance)        | Kumaratunga              | 13th     | [ 4 ]     |
| 2004 | 13                        |                        | Mahinda Rajapaksa මහින්ද රාජපක්ෂ மகிந்த ராசபக்ச (1945–) Hambantota                                        |                                        |                                        | Bộ trưởng Đường Cao tốc                                                                                          | Sri Lanka Freedom Party(United People's Freedom Alliance)        | Kumaratunga              | 13th     | [ 4 ]     |
| 1 năm, 7 tháng và 13 ngày | 13                        |                        | Mahinda Rajapaksa මහින්ද රාජපක්ෂ மகிந்த ராசபக்ச (1945–) Hambantota                                        |                                        |                                        | Bộ trưởng Đường Cao tốc                                                                                          | Sri Lanka Freedom Party(United People's Freedom Alliance)        | Kumaratunga              | 13th     | [ 4 ]     |
| Được bổ nhiệm làm thủ tướng của Nội các được thành lập sau cuộc bầu cử sau khi Tổng thống Chandrika Kumaratunga bãi nhiệm chính phủ của Wickremesinghe. Ông đã giành chiến thắng trong cuộc bầu cử tổng thống năm 2005 và đảm nhận chức vụ tổng thống. | 13                        |                        | Mahinda Rajapaksa මහින්ද රාජපක්ෂ மகிந்த ராசபக்ச (1945–) Hambantota                                        |                                        |                                        | |                                                                  |                          |          | [ 4 ]     |
| | (12)                      |                        | Ratnasiri Wickremanayakeරත්නසිරි වික්‍රමනායකரத்னசிறி விக்கிரமநாயக்க (1933–2016) National List                     | 19 tháng 112005                        | 21 tháng 42010                         | | Sri Lanka Freedom Party(United People's Freedom Alliance)        | Mahinda Rajapaksa        | 13th     | [ 4 ]     |
| — | (12)                      |                        | Ratnasiri Wickremanayakeරත්නසිරි වික්‍රමනායකரத்னசிறி விக்கிரமநாயக்க (1933–2016) National List                     |                                        |                                        | | Sri Lanka Freedom Party(United People's Freedom Alliance)        | Mahinda Rajapaksa        | 13th     | [ 4 ]     |
| 4 năm, 5 tháng và 2 ngày | (12)                      |                        | Ratnasiri Wickremanayakeරත්නසිරි වික්‍රමනායකரத்னசிறி விக்கிரமநாயக்க (1933–2016) National List                     |                                        |                                        | | Sri Lanka Freedom Party(United People's Freedom Alliance)        | Mahinda Rajapaksa        | 13th     | [ 4 ]     |
| Được bổ nhiệm làm thủ tướng khi Rajapaksa nhậm chức tổng thống. | (12)                      |                        | Ratnasiri Wickremanayakeරත්නසිරි වික්‍රමනායකரத்னசிறி விக்கிரமநாயக்க (1933–2016) National List                     |                                        |                                        | |                                                                  |                          |          | [ 4 ]     |
| | 14                        |                        | D.M. Jayaratne දිසානායක මුදියන්සේලාගේ ජයරත්න திசாநாயக்க முதியன்சேலாகே ஜயரத்ன (1931–2019) National List                 | 21 tháng 42010                         | 9 tháng 12015                          | Bộ trưởng Phật giáo và Các vấn đề Tôn giáo                                                                       | Sri Lanka Freedom Party(United People's Freedom Alliance)        | Mahinda Rajapaksa        | 14th     | [ 4 ]     |
| 2010 | 14                        |                        | D.M. Jayaratne දිසානායක මුදියන්සේලාගේ ජයරත්න திசாநாயக்க முதியன்சேலாகே ஜயரத்ன (1931–2019) National List                 |                                        |                                        | Bộ trưởng Phật giáo và Các vấn đề Tôn giáo                                                                       | Sri Lanka Freedom Party(United People's Freedom Alliance)        | Mahinda Rajapaksa        | 14th     | [ 4 ]     |
| 4 năm, 8 tháng và 19 ngày | 14                        |                        | D.M. Jayaratne දිසානායක මුදියන්සේලාගේ ජයරත්න திசாநாயக்க முதியன்சேலாகே ஜயரத்ன (1931–2019) National List                 |                                        |                                        | Bộ trưởng Phật giáo và Các vấn đề Tôn giáo                                                                       | Sri Lanka Freedom Party(United People's Freedom Alliance)        | Mahinda Rajapaksa        | 14th     | [ 4 ]     |
| Được bổ nhiệm làm thủ tướng sau cuộc bầu cử quốc hội tổ chức vào tháng 4 năm 2010 do Đảng Tự do đương nhiệm giành chiến thắng. | 14                        |                        | D.M. Jayaratne දිසානායක මුදියන්සේලාගේ ජයරත්න திசாநாயக்க முதியன்சேலாகே ஜயரத்ன (1931–2019) National List                 |                                        |                                        | |                                                                  |                          |          | [ 4 ]     |
| | (10)                      |                        | Ranil Wickremesinghe රනිල් වික්‍රමසිංහ ரணில் விக்ரமசிங்க (1949–) Colombo                                        | 9 tháng 12015                          | 26 tháng 102018                        | Bộ trưởng Bộ Chính sách Quốc gia và Các vấn đề Kinh tế                                                           | United National Party(United National Front for Good Governance) | Sirisena I               | 14th     | [ 4 ]     |
| 2015 | 2015                      | Sirisena II            | Ranil Wickremesinghe රනිල් වික්‍රමසිංහ ரணில் விக்ரமசிங்க (1949–) Colombo                                        | 15th                                   |                                        | Bộ trưởng Bộ Chính sách Quốc gia và Các vấn đề Kinh tế                                                           | United National Party(United National Front for Good Governance) |                          |          | [ 4 ]     |
| 3 năm, 9 tháng và 17 ngày | (10)                      | Sirisena II            | Ranil Wickremesinghe රනිල් වික්‍රමසිංහ ரணில் விக்ரமசிங்க (1949–) Colombo                                        | 15th                                   |                                        | Bộ trưởng Bộ Chính sách Quốc gia và Các vấn đề Kinh tế                                                           | United National Party(United National Front for Good Governance) |                          |          | [ 4 ]     |
| Được Tổng thống Maithripala Sirisena bổ nhiệm làm thủ tướng sau khi giành chiến thắng trong cuộc bầu cử tổng thống năm 2015 và tái đắc cử trong cuộc bầu cử quốc hội năm 2015. Cuộc khủng hoảng hiến pháp Sri Lanka 2018 | (10)                      |                        | Ranil Wickremesinghe රනිල් වික්‍රමසිංහ ரணில் விக்ரமசிங்க (1949–) Colombo                                        |                                        |                                        | |                                                                  |                          |          | [ 4 ]     |
| | (13)                      |                        | Mahinda Rajapaksa මහින්ද රාජපක්ෂ மகிந்த ராசபக்ச (1945–) Kurunegala (De facto)                             | 26 tháng 102018                        | 15 tháng 122018                        | Bộ trưởng Bộ Tài chính và Kinh tế                                                                                | Sri Lanka Podujana Peramuna                                      | Sirisena III             | 15th     | [ 4 ]     |
| — | (13)                      |                        | Mahinda Rajapaksa මහින්ද රාජපක්ෂ மகிந்த ராசபக்ச (1945–) Kurunegala (De facto)                             |                                        |                                        | Bộ trưởng Bộ Tài chính và Kinh tế                                                                                | Sri Lanka Podujana Peramuna                                      | Sirisena III             | 15th     | [ 4 ]     |
| 1 tháng và 19 ngày | (13)                      |                        | Mahinda Rajapaksa මහින්ද රාජපක්ෂ மகிந்த ராசபக்ச (1945–) Kurunegala (De facto)                             |                                        |                                        | Bộ trưởng Bộ Tài chính và Kinh tế                                                                                | Sri Lanka Podujana Peramuna                                      | Sirisena III             | 15th     | [ 4 ]     |
| Được bổ nhiệm bởi Sirisena, sau khi bất ngờ sa thải Wickremesinghe đương nhiệm. Nhiệm kỳ đã bị thách thức bởi Wickremesinghe và Sri Lanka có hai người tranh cử thủ tướng đồng thời. Không thực hiện được đa số phiếu ủng hộ trong nhà. Sau đó, từ chức, để mở đường cho Wickremesinghe. Nhiệm vụ của Tòa án Tối cao Sri Lanka đình chỉ. Cuộc khủng hoảng hiến pháp Sri Lanka 2018                                           | (13)                      |                        | Mahinda Rajapaksa මහින්ද රාජපක්ෂ மகிந்த ராசபக்ச (1945–) Kurunegala (De facto)                             |                                        |                                        | |                                                                  |                          |          | [ 4 ]     |
| | (10)                      |                        | Ranil Wickremesingheරනිල් වික්‍රමසිංහரணில் விக்ரமசிங்க (1949–) Colombo                                          | 16 tháng 122018                        | 21 tháng 112019                        | Bộ trưởng Bộ Chính sách Quốc gia và Các vấn đề Kinh tế                                                           | United National Party(United National Front for Good Governance) | Sirisena IV              | 15th     | [ 4 ]     |
| – | (10)                      |                        | Ranil Wickremesingheරනිල් වික්‍රමසිංහரணில் விக்ரமசிங்க (1949–) Colombo                                          |                                        |                                        | Bộ trưởng Bộ Chính sách Quốc gia và Các vấn đề Kinh tế                                                           | United National Party(United National Front for Good Governance) | Sirisena IV              | 15th     | [ 4 ]     |
| 11 tháng và 5 ngày | (10)                      |                        | Ranil Wickremesingheරනිල් වික්‍රමසිංහரணில் விக்ரமசிங்க (1949–) Colombo                                          |                                        |                                        | Bộ trưởng Bộ Chính sách Quốc gia và Các vấn đề Kinh tế                                                           | United National Party(United National Front for Good Governance) | Sirisena IV              | 15th     | [ 4 ]     |
| Được phục hồi làm thủ tướng sau cuộc khủng hoảng hiến pháp Sri Lanka 2018. | (10)                      |                        | Ranil Wickremesingheරනිල් වික්‍රමසිංහரணில் விக்ரமசிங்க (1949–) Colombo                                          |                                        |                                        | |                                                                  |                          |          | [ 4 ]     |
| | (13)                      |                        | Mahinda Rajapaksa මහින්ද රාජපක්ෂ மகிந்த ராசபக்ச (1945–) Kurunegala)                                       | 21 tháng 112019                        | 9 tháng 52022                          | Minister of FinanceMinister of Urban Development & HousingMinister of Buddhasasana, Religious & Cultural Affairs | Sri Lanka Podujana Peramuna                                      | Gotabaya Rajapaksa I     | 15th     | [ 4 ]     |
| 2020 | 2020                      | Gotabaya Rajapaksa II  | Mahinda Rajapaksa මහින්ද රාජපක්ෂ மகிந்த ராசபக்ச (1945–) Kurunegala)                                       | 16th                                   |                                        | Minister of FinanceMinister of Urban Development & HousingMinister of Buddhasasana, Religious & Cultural Affairs | Sri Lanka Podujana Peramuna                                      |                          |          | [ 4 ]     |
| 2 năm, 5 tháng và 18 ngày | 2 năm, 5 tháng và 18 ngày | Gotabaya Rajapaksa III | Mahinda Rajapaksa මහින්ද රාජපක්ෂ மகிந்த ராசபக்ச (1945–) Kurunegala)                                       | 16th                                   |                                        | Minister of FinanceMinister of Urban Development & HousingMinister of Buddhasasana, Religious & Cultural Affairs | Sri Lanka Podujana Peramuna                                      |                          |          | [ 4 ]     |
| Được bổ nhiệm bởi Gotabaya Rajapaksa, sau khi Ranil Wickremesinghe từ chức sau cuộc bầu cử tổng thống Sri Lanka năm 2019 và được bổ nhiệm lại sau cuộc bầu cử quốc hội Sri Lanka năm 2020. Hầu hết nhiệm kỳ của ông đều vướng vào những cuộc khủng hoảng chính trị và kinh tế lớn. Từ chức giữa cuộc biểu tình năm 2022 ở Sri Lanka.                                                                                         | (13)                      |                        | Mahinda Rajapaksa මහින්ද රාජපක්ෂ மகிந்த ராசபக்ச (1945–) Kurunegala)                                       |                                        |                                        | |                                                                  |                          |          | [ 4 ]     |
| | (10)                      |                        | Ranil Wickremesinghe රනිල් වික්‍රමසිංහ ரணில் விக்ரமசிங்க (1949–) National List                                  | 12 tháng 52022                         | 20 tháng 72022                         | Bộ trưởng Tài chính                                                                                              | United National Party                                            | Gotabaya Rajapaksa IV    | 16th     | [ 4 ]     |
| – | (10)                      |                        | Ranil Wickremesinghe රනිල් වික්‍රමසිංහ ரணில் விக்ரமசிங்க (1949–) National List                                  |                                        |                                        | Bộ trưởng Tài chính                                                                                              | United National Party                                            | Gotabaya Rajapaksa IV    | 16th     | [ 4 ]     |
| 2 tháng và 8 ngày | (10)                      |                        | Ranil Wickremesinghe රනිල් වික්‍රමසිංහ ரணில் விக்ரமசிங்க (1949–) National List                                  |                                        |                                        | Bộ trưởng Tài chính                                                                                              | United National Party                                            | Gotabaya Rajapaksa IV    | 16th     | [ 4 ]     |
| Được bổ nhiệm bởi Gotabaya Rajapaksa, sau khi Mahinda Rajapaksa từ chức giữa cuộc khủng hoảng chính trị Sri Lanka năm 2022. Vào ngày 13 tháng 7 năm 2022, ông trở thành quyền tổng thống của nước cộng hòa khi Gotabaya Rajapaksa chạy trốn khỏi đất nước giữa các cuộc biểu tình và được bầu hoàn toàn làm tổng thống một tuần sau đó.                                                                                      | (10)                      |                        | Ranil Wickremesinghe රනිල් වික්‍රමසිංහ ரணில் விக்ரமசிங்க (1949–) National List                                  |                                        |                                        | |                                                                  |                          |          | [ 4 ]     |
| | 15                        |                        | Dinesh Gunawardenaදිනේෂ් ගුණවර්ධනதினேஷ் குணவர்தன (1949–) Colombo                                            | 22 tháng 72022                         | Incumbent                              | Bộ trưởng Bộ Hành chính, Nội vụ, Hội đồng cấp tỉnh và Chính quyền địa phương                                     | Mahajana Eksath Peramuna (Sri Lanka Podujana Peramuna)           | Wickremesinghe           | 16th     | [ 4 ]     |
| – | 15                        |                        | Dinesh Gunawardenaදිනේෂ් ගුණවර්ධනதினேஷ் குணவர்தன (1949–) Colombo                                            |                                        |                                        | Bộ trưởng Bộ Hành chính, Nội vụ, Hội đồng cấp tỉnh và Chính quyền địa phương                                     | Mahajana Eksath Peramuna (Sri Lanka Podujana Peramuna)           | Wickremesinghe           | 16th     | [ 4 ]     |
| |                           |                        | Dinesh Gunawardenaදිනේෂ් ගුණවර්ධනதினேஷ் குணவர்தன (1949–) Colombo                                            |                                        |                                        | Bộ trưởng Bộ Hành chính, Nội vụ, Hội đồng cấp tỉnh và Chính quyền địa phương                                     | Mahajana Eksath Peramuna (Sri Lanka Podujana Peramuna)           | Wickremesinghe           | 16th     | [ 4 ]     |
| Bổ nhiệm bởi Ranil Wickramasinghe. | 15                        |                        | Dinesh Gunawardenaදිනේෂ් ගුණවර්ධනதினேஷ் குணவர்தன (1949–) Colombo                                            |                                        |                                        | |                                                                  |                          |          | [ 4 ]     |